# CRフィーバーパワフルZERO
『CRフィーバーパワフルZERO』（CRフィーバーパワフルゼロ）は、2006年5月に発売されたSANKYOのデジパチタイプのパチンコ。

## 概要
スペックとしては前作『CRフィーバーネオパワフル』の中のひとつである『CRフィーバーパワフルIII』を踏襲しているが、演出は初代『フィーバーパワフルIII』から続く9マスの図柄配列に戻り、歴代のパワフルの演出やゲーム性を受け継ぎながら、さらに新しい要素を取り入れている。大当り終了後の確率変動のほかに通常時にも突然確変に突入することがある。
全ての大当り終了後、4または7回転に限り高確率状態に突入し大当たり確率が10倍アップする。これは1980年代から1990年代にかけて存在したデジパチの『保留玉連チャン』のような演出となり、現代の規則の範囲内で擬似的に再現をしている。

## スペック

### CRフィーバーパワフルZERO ST4
- 保通協型式名：CRSAKP002
- 大当り確率
  - 低確率：1/183.6
  - 高確率：1/18.4
- 賞球：6&13
- 継続ラウンド：15R（9カウント）
- 出玉：約1,620個

### CRフィーバーパワフルZERO ST7
- 保通協型式名：CRSAKP005
- 大当り確率
  - 低確率：1/225.2
  - 高確率：1/22.5
- 賞球：5&15
- 継続ラウンド：15R（9カウント）
- 出玉：約1,890個

## ゲームソフトなど
- 『必勝パチンコ★パチスロ攻略シリーズ Vol.7』として2006年10月26日に発売されている。
- オンラインゲームサイト『ハンゲーム』内『ななぱち』（旧『スリーセブンワールド』）にて当機種(ST4)がプレイできる。
- オンラインゲームサイト『777town.net』内にて当機種(ST7)がプレイできた(2011年3月で配信終了)。